# Jane Avril dansant
Jane Avril dansant est un tableau réalisé vers 1892 par le peintre Henri de Toulouse-Lautrec. De format vertical, cette huile sur carton est un portrait de Jane Avril la figurant en train de danser en robe blanche. Legs d'Antonin Personnaz, l'œuvre entre dans les collections publiques françaises en 1937. Elle est affectée depuis 1986 au musée d'Orsay, à Paris.